# Dolok Devajan
Dolok Devajan är en kulle i Indonesien.   Den ligger i provinsen Aceh, i den västra delen av landet, 1 500 km nordväst om huvudstaden Jakarta. Toppen på Dolok Devajan är 121 meter över havet. Dolok Devajan ligger på ön Pulau Simeulue.
Terrängen runt Dolok Devajan är platt söderut, men norrut är den kuperad. Runt Dolok Devajan är det ganska glesbefolkat, med 47 invånare per kvadratkilometer. Närmaste större samhälle är Sinabang, 10,0 km norr om Dolok Devajan. I omgivningarna runt Dolok Devajan växer i huvudsak städsegrön lövskog.